# Список наград и номинаций мультфильма «Холодное сердце 2»
«Холо́дное се́рдце 2» (англ. Frozen II) — американский анимационный музыкальный фэнтезийный фильм 2019 года, созданный компанией Walt Disney Animation Studios как продолжение мультфильма «Холодное сердце» (2013). Продюсером выступил Питер Дель Вечо, режиссёрами Крис Бак и Дженнифер Ли по сценарию последней, написанным в соавторстве с Марком Смитом, Кристен Андерсон-Лопес и Робертом Лопесом. В озвучивании мультфильма приняли участие Кристен Белл, Идина Мензел, Джош Гэд и Джонатан Грофф. По сюжету, события мультфильма происходят через три года после событий первого мультфильма, а главные героини Эльза и Анна отправляются в заколдованный лес, чтобы разгадать происхождение магической силы Эльзы.
Премьера мультфильма «Холодное сердце 2» состоялась 7 ноября 2019 года в Голливуде (Лос-Анджелес), а 22 ноября 2019 года он вышел в прокат в США. Бюджет мультфильма составил 150 млн долларов США, при этом мультфильм собрал $ 1,453 млрд по всему миру, заняв 3-е место среди самых кассовых фильмов 2019 года и 10-е место среди самых кассовых фильмов, став также 2-м самым кассовым мультфильмом всех времён. На сайте-агрегаторе рецензий Rotten Tomatoes мультфильм получил рейтинг одобрения 77 % на основе 340 отзывов со средней оценкой 6,7/10.
Мультфильм был удостоен множества наград и номинаций в различных категориях. Он был номинирован на премию «Оскар» в категории «Лучшая песня к фильму» («Into the Unknown»). Мультфильм выиграл две из восьми номинаций на 47-й церемонии вручения премии «Энни». На 73-й церемонии вручения премии Британской Академии в области кино он был номинирован в категории «Лучший анимационный фильм». Он также одержал победу в номинациях премии Общества перспективной визуализации (Люмьер) и премии Премия «Humanitas». Мультфильм и его песня «Into the Unknown» были также номинированы на премии «Выбор критиков» и «Золотой глобус».

## Награды и номинации
| Награда                                                   | Дата церемонии вручения | Категория | Получатель(-и) | Результат | Прим.         |
| --------------------------------------------------------- | ----------------------- | --- | --- | --------- | ------------- |
| Hollywood Music in Media Awards                           | 20 ноября 2019          | «Лучшая оригинальная партитура в анимационном фильме»                                                                                   | Кристоф Бек | Номинация | [ 14 ] [ 15 ] |
| Hollywood Music in Media Awards                           | 20 ноября 2019          | «Лучшая оригинальная песня в анимационном фильме»                                                                                       | Кристен Андерсон-Лопес, Роберт Лопес и Идина Мензел за «Into the Unknown» | Номинация | [ 14 ] [ 15 ] |
| National Film & TV Awards                                 | 3 декабря 2019          | «Лучший анимационный фильм» | «Холодное сердце 2» | Номинация | [ 16 ] [ 17 ] |
| National Film & TV Awards                                 | 3 декабря 2019          | «Лучшее исполнение в анимационном фильме»                                                                                               | Кристен Белл | Номинация | [ 16 ] [ 17 ] |
| Награды Ассоциации кинокритиков Торонто                   | 8 декабря 2019          | «Лучший анимационный фильм» | «Холодное сердце 2» | Номинация | [ 18 ]        |
| Награды Ассоциации кинокритиков Вашингтона                | 8 декабря 2019          | «Лучшая анимационная картина» | «Холодное сердце 2» | Номинация | [ 19 ]        |
| Награды Ассоциации кинокритиков Вашингтона                | 8 декабря 2019          | «Лучшее голосовое исполнение» | Кристен Белл | Номинация | [ 19 ]        |
| Награды общества кинокритиков Детройта                    | 9 декабря 2019          | «Лучшая анимационная картина» | «Холодное сердце 2» | Номинация | [ 20 ]        |
| Премия Ассоциации кинокритиков Чикаго                     | 14 декабря 2019         | «Лучший анимационный фильм» | «Холодное сердце 2» | Номинация | [ 21 ] [ 22 ] |
| Награды Ассоциации кинокритиков Сент-Луиса                | 15 декабря 2019         | «Лучший анимационный фильм» | «Холодное сердце 2» | Номинация | [ 23 ]        |
| Награды Ассоциации кинокритиков Сент-Луиса                | 15 декабря 2019         | «Лучший саундтрек» | Frozen II | Номинация | [ 23 ]        |
| Награды Общества кинокритиков Сиэтла                      | 16 декабря 2019         | «Лучшая анимационная картина» | «Холодное сердце 2» | Номинация | [ 24 ]        |
| «Спутник»                                                 | 19 декабря 2019         | «Лучшая песня» | Кристен Андерсон-Лопес и Роберт Лопес за «Into the Unknown» | Номинация | [ 25 ]        |
| Награды Общества кинокритиков Флориды                     | 23 декабря 2019         | «Лучший анимационный фильм» | «Холодное сердце 2» | Номинация | [ 24 ]        |
| Награды Общества кинокритиков Хьюстона                    | 2 января 2020           | «Лучший анимационный фильм» | «Холодное сердце 2» | Номинация | [ 26 ] [ 27 ] |
| Награды Общества кинокритиков Хьюстона                    | 2 января 2020           | «Лучшая оригинальная песня» | «Into the Unknown» | Номинация | [ 26 ] [ 27 ] |
| «Золотой глобус»                                          | 5 января 2020           | «Лучший анимационный полнометражный фильм»                                                                                              | «Холодное сердце 2» | Номинация | [ 28 ]        |
| «Золотой глобус»                                          | 5 января 2020           | «Лучшая песня» | Кристен Андерсон-Лопес и Роберт Лопес за «Into the Unknown» | Номинация | [ 28 ]        |
| Награды Общества онлайн-кинокритиков                      | 6 января 2020           | «Лучший анимационный фильм» | «Холодное сердце 2» | Номинация | [ 24 ]        |
| Награды Ассоциации кинокритиков Остина                    | 7 января 2019           | «Лучший анимационный фильм» | «Холодное сердце 2» | Номинация | [ 29 ] [ 30 ] |
| Награды Общества композиторов и лириков                   | 7 января 2020           | «Выдающаяся оригинальная песня для визуальных медиа»                                                                                    | Кристен Андерсон-Лопес и Роберт Лопес за «Into the Unknown» | Номинация | [ 31 ]        |
| Награды Ассоциации критиков Голливуда                     | 9 января 2020           | «Лучший анимационный фильм» | «Холодное сердце 2» | Номинация | [ 32 ] [ 33 ] |
| Награды Ассоциации критиков Голливуда                     | 9 января 2020           | «Лучшая оригинальная песня» | «Into the Unknown» | Номинация | [ 32 ] [ 33 ] |
| Премия Альянса женщин-киножурналистов                     | 10 января 2020          | «Лучший анимационный фильм» | «Холодное сердце 2» | Номинация | [ 34 ]        |
| Премия Альянса женщин-киножурналистов                     | 10 января 2020          | «Лучшая женская анимация» | Кристен Белл | Номинация | [ 34 ]        |
| Премия Альянса женщин-киножурналистов                     | 10 января 2020          | «Лучшая женская анимация» | Идина Мензел | Номинация | [ 34 ]        |
| Награды Ассоциации кинокритиков штата Джорджия            | 10 января 2020          | «Лучший анимационный фильм» | «Холодное сердце 2» | Номинация | [ 35 ]        |
| Награды Ассоциации кинокритиков штата Джорджия            | 10 января 2020          | «Лучшая оригинальная песня» | Кристен Андерсон-Лопес и Роберт Лопес за «Into the Unknown» | Номинация | [ 35 ]        |
| «Выбор критиков»                                          | 12 января 2020          | «Лучший анимационный полнометражный фильм»                                                                                              | «Холодное сердце 2» | Номинация | [ 36 ]        |
| «Выбор критиков»                                          | 12 января 2020          | «Лучшая песня» | Кристен Андерсон-Лопес и Роберт Лопес за «Into the Unknown» | Номинация | [ 36 ]        |
| «Эдди»                                                    | 17 января 2020          | «Лучший монтажный анимационный полнометражный фильм»                                                                                    | Джефф Дрейхейм | Номинация | [ 37 ] [ 38 ] |
| Премия Гильдии продюсеров США                             | 18 января 2020          | «Лучший анимационный фильм» | Питер Дель Вечо | Номинация | [ 39 ]        |
| Golden Reel Awards                                        | 19 января 2020          | «Выдающиеся достижения в области монтажа звука — мюзикл для художественного фильма»                                                     | Эрл Гаффари, Фернан Бос и Кендалл Демарест | Номинация | [ 40 ]        |
| Golden Reel Awards                                        | 19 января 2020          | «Выдающиеся достижения в области редактирования звука — звуковые эффекты, фоули, диалог и ADR для анимационного художественного фильма» | Один Бенитес, Элиот Коннорс, Анджело Палаццо, Стивен П. Робинсон, Джефф Сойер, Харрисон Мейл, Кристофер Бонис, Эрл Гаффари, Рассел Топал, Фернан Бос, Кендалл Демарест, Скотт Кёртис, Шелли Роден и Джон Роэш | Номинация | [ 40 ]        |
| Награды Общества перспективной визуализации (Люмьер)      | 22 января 2020          | «Лучший полнометражный фильм — анимация»                                                                                                | «Холодное сердце 2» | Победа    | [ 41 ]        |
| Награды Общества перспективной визуализации (Люмьер)      | 22 января 2020          | «Лучшая оригинальная партитура» | «Into the Unknown» | Победа    | [ 41 ]        |
| Награды Общества перспективной визуализации (Люмьер)      | 22 января 2020          | «Лучшее использование высокого динамического диапазона — анимация»                                                                      | «Холодное сердце 2» | Победа    | [ 41 ]        |
| Премия «Humanitas»                                        | 24 января 2020          | «Семейный художественный фильм» | «Холодное сердце 2» | Победа    | [ 42 ]        |
| «Энни»                                                    | 25 января 2020          | «Лучший анимационный полнометражный фильм»                                                                                              | Питер Дель Вечо | Номинация | [ 43 ]        |
| «Энни»                                                    | 25 января 2020          | «Анимационные эффекты в анимационной постановке»                                                                                        | Бенджамин Фиск, Алекс Моавени, Джесси Эриксон, Димитр Берберов и Ки Нам Суонг | Победа    | [ 43 ]        |
| «Энни»                                                    | 25 января 2020          | «Выдающаяся анимация персонажей в полнометражном фильме»                                                                                | Эндрю Форд | Номинация | [ 43 ]        |
| «Энни»                                                    | 25 января 2020          | «Выдающиеся достижения в области дизайна персонажей в анимационном полнометражном фильме»                                               | Билл Шваб | Номинация | [ 43 ]        |
| «Энни»                                                    | 25 января 2020          | «Лучшая режиссура в анимационном полнометражном фильме»                                                                                 | Дженнифер Ли и Крис Бак | Номинация | [ 43 ]        |
| «Энни»                                                    | 25 января 2020          | «Лучшая музыка в анимационном полнометражном фильме»                                                                                    | Кристоф Бек (музыка), Фроде Фьелльхейм, Кристен Андерсон-Лопес и Роберт Лопес (песни) | Номинация | [ 43 ]        |
| «Энни»                                                    | 25 января 2020          | «Лучшая озвучка в анимационном полнометражном фильме»                                                                                   | Джош Гэд | Победа    | [ 43 ]        |
| «Энни»                                                    | 25 января 2020          | «Лучший сценарий в анимационном полнометражном фильме»                                                                                  | Дженнифер Ли | Номинация | [ 43 ]        |
| Премия Общества киноакустики                              | 25 января 2020          | «Выдающиеся достижения в области микширования звука для анимационного фильма»                                                           | Пол Макграт, Дэвид Э. Флюр, Габриэль Гай, Дэвид Баучер, Грег Хейс, Док Кейн и Скотт Кёртис | Номинация | [ 44 ]        |
| Награды общества специалистов по визуальным эффектам      | 29 января 2020          | «Выдающиеся визуальные эффекты в анимационном фильме»                                                                                   | Стив Голдберг, Питер Дель Вечо, Марк Хэммел и Майкл Джиаймо | Номинация | [ 45 ] [ 46 ] |
| Награды общества специалистов по визуальным эффектам      | 29 января 2020          | «Выдающийся анимационный персонаж в анимационном фильме»                                                                                | Светла Радивоева, Марк Брайант, Ричард Э. Леманн и Кэмерон Блэк за «The Water Nøkk» | Номинация | [ 45 ] [ 46 ] |
| Награды общества специалистов по визуальным эффектам      | 29 января 2020          | «Выдающаяся созданная среда в анимационном фильме»                                                                                      | Сами Сегура, Джей В. Джексон, Джастин Крам и Скотт Таунсенд за «Giants’ Gorge» | Номинация | [ 45 ] [ 46 ] |
| Награды общества специалистов по визуальным эффектам      | 29 января 2020          | «Выдающиеся эффекты симуляции в анимационном фильме»                                                                                    | Эрин В. Рамос, Скотт Таунсенд, Томас Уикес и Раттанин Сиринаруемарн | Победа    | [ 45 ] [ 46 ] |
| Artios Awards                                             | 30 января 2020          | «Анимация» | Джейми Спарер Робертс и Сара Рауфпур (помощник) | Номинация | [ 47 ]        |
| Премия Гильдии художников-постановщиков США               | 1 февраля 2020          | «Выдающиеся достижения в области дизайна анимационного фильма»                                                                          | Майкл Джиаймо | Номинация | [ 48 ]        |
| Премия Британской Академии в области кино                 | 2 февраля 2020          | «Лучший анимационный фильм» | Крис Бак, Дженнифер Ли и Питер Дель Вечо | Номинация | [ 49 ] [ 50 ] |
| Награды Гильдии музыкальных супервайзеров                 | 6 февраля 2020          | «Лучшее музыкальное сопровождение фильмов с бюджетом более 25 млн долларов»                                                             | «Холодное сердце 2» | Номинация | [ 51 ]        |
| Награды Гильдии музыкальных супервайзеров                 | 6 февраля 2020          | «Лучшая песня, написанная и/или записанная для фильма»                                                                                  | Кристен Андерсон-Лопес, Роберт Лопес, Идина Мензел, Аврора и Том Макдугалл за «Into the Unknown» | Номинация | [ 51 ]        |
| «Оскар»                                                   | 9 февраля 2020          | «Лучшая песня к фильму» | Кристен Андерсон-Лопес и Роберт Лопес за «Into the Unknown» | Номинация | [ 52 ]        |
| Награды Международной ассоциации музыкальных кинокритиков | 20 февраля 2020         | «Лучшая оригинальная партитура для анимационного фильма»                                                                                | Кристоф Бек | Номинация | [ 53 ] [ 54 ] |
| NAACP Image Awards                                        | 22 февраля 2020         | «Выдающееся исполнение голоса персонажа»                                                                                                | Стерлинг Браун | Номинация | [ 55 ]        |
| The ReFrame Stamp                                         | 26 февраля 2020         | «Топ-100 самых кассовых полнометражных фильмов 2019»                                                                                    | «Холодное сердце 2» | Победа    | [ 56 ]        |
| Nickelodeon Kids’ Choice Awards                           | 2 мая 2020              | «Любимый анимационный фильм» | «Холодное сердце 2» | Победа    | [ 57 ]        |
| Nickelodeon Kids’ Choice Awards                           | 2 мая 2020              | «Любимый женский голос из анимационного фильма»                                                                                         | Кристен Белл | Номинация | [ 57 ]        |
| Nickelodeon Kids’ Choice Awards                           | 2 мая 2020              | «Любимый женский голос из анимационного фильма»                                                                                         | Идина Мензел | Номинация | [ 57 ]        |
| Nickelodeon Kids’ Choice Awards                           | 2 мая 2020              | «Любимый мужской голос из анимационного фильма»                                                                                         | Джош Гэд | Победа    | [ 57 ]        |
| Billboard Music Awards                                    | 14 октября 2020         | «Лучший саундтрек» | Frozen II | Победа    | [ 58 ]        |
| American Music Awards                                     | 22 ноября 2020          | «Лучший саундтрек» | Frozen II | Номинация | [ 59 ]        |
| «Грэмми»                                                  | 14 марта 2021           | «Лучший компилятивный саундтрек для визуальных медиа»                                                                                   | Frozen II (разные исполнители) | Номинация | [ 60 ]        |
| «Грэмми»                                                  | 14 марта 2021           | «Лучшая песня, написанная для визуальных медиа»                                                                                         | Кристен Андерсон-Лопес и Роберт Лопес за «Into the Unknown» | Номинация | [ 60 ]        |
| «Золотой трейлер»                                         | 22 июля 2021            | «Лучший анимационный фильм / семейный»                                                                                                  | «Spirit / Adventure» (MOCEAN) | Номинация | [ 61 ]        |
| «Золотой трейлер»                                         | 22 июля 2021            | «Лучший анимационный / семейный телевизионный ролик»                                                                                    | «Chant» (Улей) | Победа    | [ 61 ]        |
| «Золотой трейлер»                                         | 22 июля 2021            | «Лучшая анимация / семейная анимация»                                                                                                   | «Together» (соотношение сторон) | Номинация | [ 61 ]        |
| «Сатурн»                                                  | 26 октября 2021         | «Лучший анимационный фильм» | «Холодное сердце 2» | Номинация | [ 62 ] [ 63 ] |

## Комментарии
1. ↑  Эта награда не имеет одного победителя, а присуждается сразу нескольким фильмам (номинантам).